# Флянгольц, Дмитрий Соломонович
Дмитрий Соломонович Флянгольц (1911—1990) — советский сценарист, звукорежиссёр и звукооператор Центральной киностудии детских и юношеских фильмов имени М. Горького. Заслуженный работник культуры РСФСР (1969).
Один из основоположников звукорежиссуры в СССР, автор изобретения в области техники звукового кино.

## Биография
Родился в Астрахани. Его отец, Соломон Дмитриевич Флянгольц, 1871 года рождения, еврей, был арестован 28 февраля 1938 года по обвинению в антисоветской агитации (освобождён в октябре того же года).
Работал киномехаником, осветителем на киностудии, техником в лаборатории П. Г. Тагера Всесоюзного электротехнического института. С 1931 года звукооператор на киностудии им. Горького.
Дед режиссёра Олега Флянгольца (1965—2021).
Похоронен на Долгопрудненском кладбище.

## Фильмография
- 1934 — Царь Дурандай (звукооператор)
- 1935 — Стрекоза и муравей — (звукооператор)
- 1935 — Карнавал цветов
- 1936 — Груня Корнакова
- 1937 — Дума про казака Голоту
- 1938 — Борьба продолжается
- 1940 — Весенний поток
- 1942 — Железный ангел
- 1943 — Новые похождения Швейка
- 1944 — Зоя
- 1946 — Старинный водевиль (текст песни)
- 1947 — Рядовой Александр Матросов
- 1949 — У них есть Родина
- 1950 — Донецкие шахтёры
- 1952 — Волки и овцы (фильм-спектакль)
- 1953 — Варвары. Сцены в уездном городе
- 1953 — Васса Железнова
- 1954 — Анна на шее
- 1955 — Княжня Мэри
- 1955 — Самоуверенный карандаш (автор сценария)
- 1958 — Тихий Дон[3]
- 1960 — Бессонная ночь
- 1960 — Рыжик
- 1962 — Здравствуйте, дети!
- 1962 — Я купил папу
- 1963 — Первый троллейбус
- 1964 — Лёгкая жизнь
- 1965 — Путешественник с багажом[9]
- 1965 — Хевсурская баллада[10]
- 1967 — Разбудите Мухина![11]
- 1969 — День и вся жизнь
- 1970 — Украденный поезд
- 1972 — Любить человека
- 1975 — Это мы не проходили
- 1978 — И снова Анискин

## Награды
- Орден «Знак Почёта» (3 сентября 1974 года) — за заслуги в развитии советской кинематографии и активное участие в коммунистическом воспитании трудящихся[12].
- Медаль «За трудовую доблесть» (6 марта 1950 года) — за выдающиеся заслуги в развитии советской кинематографии, в связи с 30-летием[13].
- Заслуженный работник культуры РСФСР (29 сентября 1969 года)[14][15].